# Lom u Tachova (przystanek kolejowy)
Lom u Tachova – przystanek kolejowy w Lomie u Tachova, w kraju pilzneńskim, w Czechach. Położony jest na wysokości 505 m n.p.m.. Znajduje się w zachodniej części miejscowości.
Na przystanku nie ma możliwość zakupu biletów, a obsługa podróżnych odbywa się w pociągu. 

## Linie kolejowe
- 184 Domažlice - Planá u Mariánských Lázní